# Brylluppet mellem prins Joachim og Marie Cavallier
Brylluppet mellem prins Joachim og Marie Cavallier fandt sted den 24. maj 2008 i Møgeltønder Kirke.

## Forlovelse
Prins Joachim friede til Marie i sommeren 2007 under en ferie til Tyrkiet.
Parret blev officielt forlovet onsdag den 3. oktober 2007 via en pressemeddelelse udsendt af kongehuset.

## Vielsen
Vielsen mellem prins Joachim og prinsesse Marie fandt sted lørdag den 24. maj 2008 kl. 17 i Møgeltønder Kirke. Vielsen blev forrettet af kongelig konfessionarius, biskop Erik Norman Svendsen.
Agnete Windfeldt Arnø, som er veninde til bruden, fungerede som brudeterne. Malte Steenstrup og Tanguy Peretti, fungerede som brudesvende.

## Brudekjole
Maries brudekjole blev designet af designerne David Arasa og Claudio fra det spansk-italienske modehus Arasa Morelli.

## Bryllupsrejse
Parret tog på en hemmelige bryllupsrejse til Canada efter brylluppet i maj 2008.

## Gæster

### Kongelige fra Danmark
- Dronningen og Prinsgemalen gommens forældre
- Kronprins Frederik og Kronprinsesse Mary, gommens bror og svigerinde
- Prins Nikolai, gommens søn
- Prins Felix, gommens søn
- Prinsesse Benedikte, gommens moster
  - Prins Gustav af Sayn-Wittgenstein-Berleburg, gommens fætter
  - Prinsesse Alexandra af Sayn-Wittgenstein-Berleburg og Greve Jefferson-Friedrich von Pfeil, gommens kusine og ægtemand
- Dronning Anne-Marie, gommens moster
  - Prinsesse Alexia af Grækenland, gommens kusine
  - Prins Nikolaos af Grækenland og frøken Tatiana Blatnik, gommens fætter og hans forlovede
  - Prinsesse Theodora af Grækenland, gommens kusine
  - Prins Philippos af Grækenland, gommens fætter
- H.E. Greve Ingolf af Rosenborg og Grevinde Sussie af Rosenborg

### Brudens familie
- Alain Cavallier, brudens far
- Françoise og Christian Grassiot, brudens mor og stedfar
- La Baronne de Sairigne
- Gregory Grandet
- Cécile Christen
- Charles Cavallier
- Edouard Cavallier

### Kongelige fra udlandet
- Kronprins Haakon af Norge og Kronprinsesse Mette-Marit af Norge
- Prinsesse Märtha Louise og Ari Behn
- Kronprinsesse Victoria af Sverige